# Silene undulata
Silene undulata (isiXhosa: undlela ziimhlophe, direkt übersetzt dt.: „weiße Pfade“), auch Afrikanische Traumwurzel genannt, ist eine Pflanzenart aus der Gattung der Leimkräuter (Silene) innerhalb der Familie der Nelkengewächse (Caryophyllaceae). Sie kommt im südlichen Afrika vor.

## Beschreibung

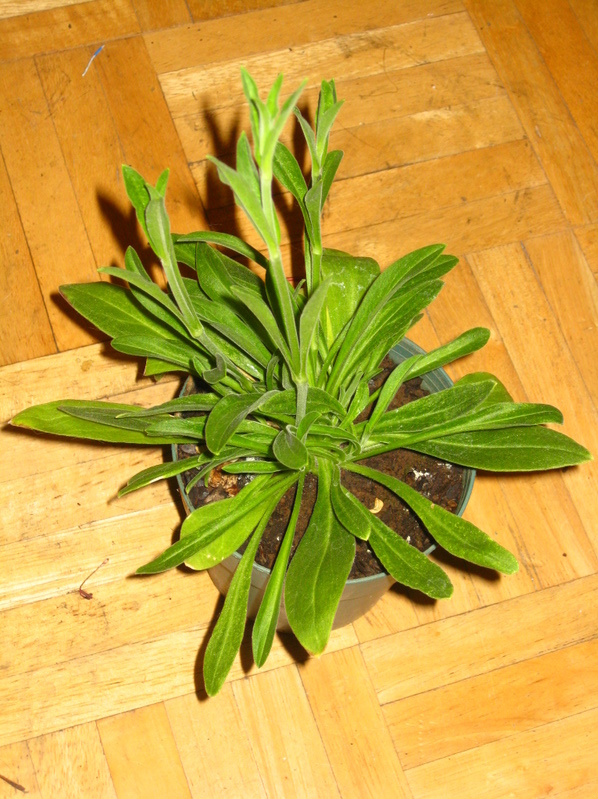
Habitus mit Laubblättern

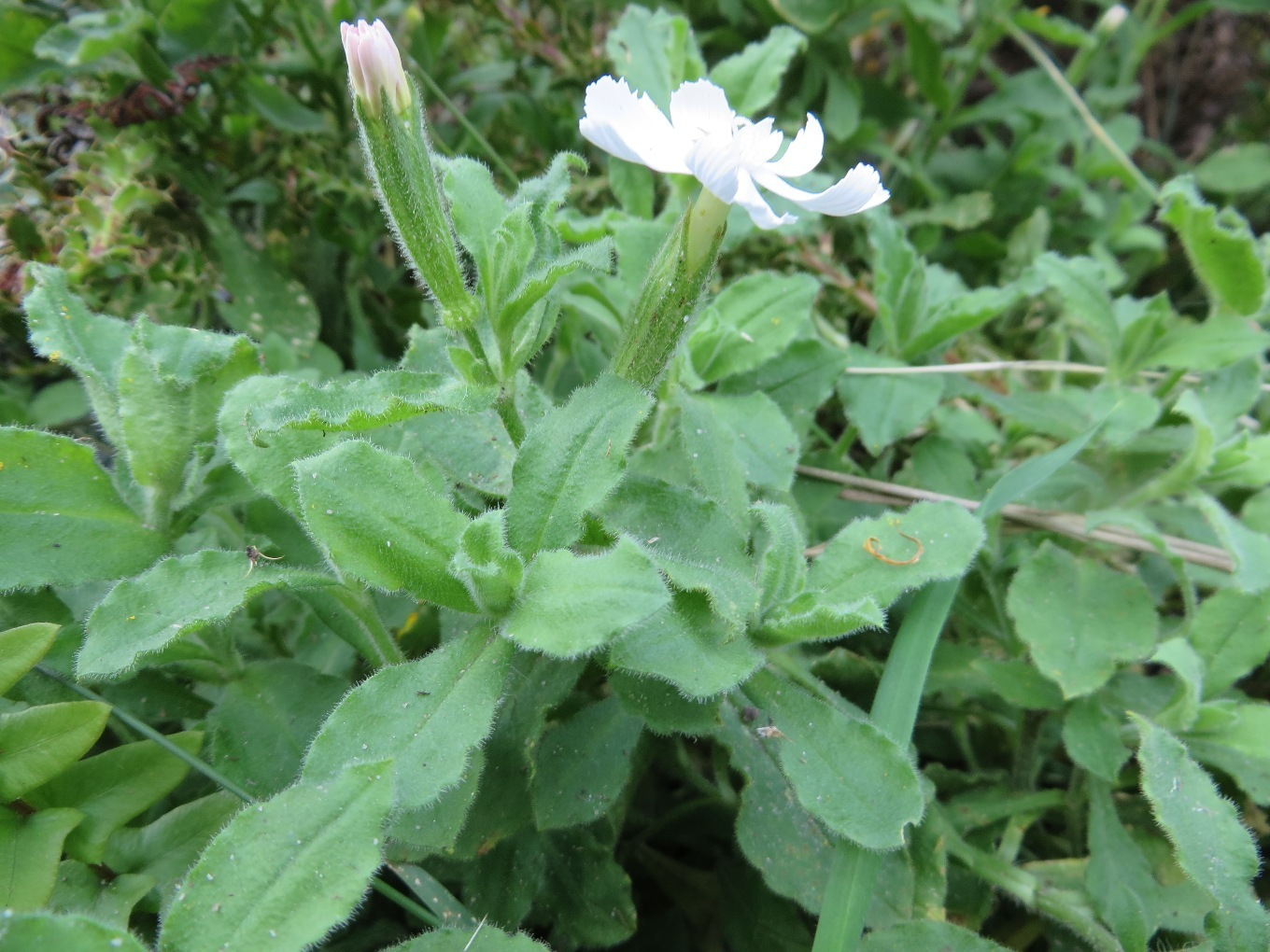
Habitus von Silene undulata subsp. undulata

### Vegetative Merkmale
Silene undulata wächst als ausdauernde krautige Pflanze und erreicht Wuchshöhen von bis zu 60 Zentimetern. Viele Pflanzenteile sind mit klebrigen Drüsen überzogen. Die basalen Laubblätter sind spatelförmig-länglich, weisen eine Länge von bis zu 15 Zentimetern und eine Breite von etwa 2,5 Zentimetern auf und verschmälern sich zu einem Stiel. Die am Stängel verteilen Laubblätter weisen eine Länge von bis zu 8 Zentimetern und eine Breite von etwa 2 Zentimetern auf, sind aber meist kleiner und höchstens sehr kurz gestielt. Der Blattrand ist glatt bis manchmal gewellt.

### Generative Merkmale
Die Blütezeit reicht in Südafrika von Oktober bis April. In Europa passt sich die Pflanze den hiesigen Jahreszeiten an und blüht etwa von Mai bis zum Ende der Saison. Der endständige, rispige, zymöse Blütenstand enthält nur wenige Blüten und Tragblätter, die den oberen Stängelblättern sehr ähnlich sind, aber progressive schmäler werden. Die Blütenstiele sind etwa 0,6 bis 2 Zentimeter lang.
Einige Quellen berichten von sehr aromatisch nach Nelken, Jasmin und Bananen riechenden Blüten. Es scheint aber nicht bei allen Exemplaren zu dieser starken Duftentfaltung zu kommen. Die Blüten öffnen sich in der Nacht und rollen sich bei Tag meist nach innen ein. Die zwittrigen Blüten sind fünfzählig. Der zylindrische, aber bei Fruchtreife verbreiterte Kelch ist zehnrippig, 2,5 bis 3,5 Zentimeter lang und etwa 0,5 Zentimeter breit mit 5 mm langen Kelchzähnen. Die fünf weißen oder rosa crèmefarbenen Kronblätter sind und tief gelappt mit einem Nagel der etwas länger ist als der Kelch. Die gezahnten Kronschuppen sind etwa 1,5 mm lang. Es sind zwei Kreise mit je fünf Staubblättern vorhanden, wobei die längeren etwa 3,5 Zentimetern und die kürzeren etwa 1,7 Zentimeter lang sind. Der einfächerige Fruchtknoten ist länglich-eiförmig. Die drei Griffel sind etwa 1,5 Zentimeter lang.
Die länglich-eiförmige Kapselfrucht weist eine Länge von 1,2 bis 1,8 Zentimetern und einen Durchmesser von etwa 0,8 Zentimetern auf. Sie öffnet sich von oben mit zurückgekrümmten Klappen auf etwa einer Länge von einem Drittel bis zur Hälfte und enthält viele Samen. Die fast schwarzen Samen sind etwa 1,2 mm × 1 mm groß und nierenförmig.

## Standort
Silene undulata ist in Simbabwe und Südafrika heimisch. Sie kommt im offenen Wald- und Grasland vor, in der Regel in Gebieten mit höheren Niederschlägen. Silene undulata ist frosthart.

## Systematik
Die Erstveröffentlichung von Silene undulata erfolgte 1789 durch William Aiton in Hortus Kewensis, Band 2, Seite 96. Das Typusexemplar ist ein aus einem Samen aus der zwischenzeitlichen Kapprovinz kultiviertes Pflanzenexemplar. Ein Synonym für Silene undulata Ait. ist Melandrium undulatum (Ait.) Rohrb.
Seit 2012 gibt es zwei Unterarten:
- Silene undulata subsp. polyantha J.C.Manning & Goldblatt: Sie wurde 2012 erstbeschrieben und kommt in Eswatini sowie in den südafrikanischen Provinzen südliches Mpumalanga und Südküste von KwaZulu-Natal vor.[3]
- Silene undulata subsp. undulata (Syn.: Silene bellidifolia var. foliosa Fenzl, Silene bellidifolia var. stricta Fenzl, Silene bellidioides Sond., Silene caffra Fenzl, Silene caffra Fenzl ex C.Muell., Silene capensis Otth, Silene diurniflora Kunze, Silene eckloniana Sond., Silene meyeri Fenzl, Silene thunbergii E.Mey.): Sie wird auch Afrikanische Traumwurzel genannt. Sie ist in Südafrika sowie Lesotho verbreitet.[3]

## Traditionelle Verwendung
Schamanen und Heiler der Xhosa betrachten Silene undulata als medizinische Wurzel, die sie zu Heil- und Wahrsagezwecken benutzen. Für die Schamanen der Xhosa ist die Wurzel ein Mittel, durch prophetische Träume mit seinen Vorfahren in Verbindung zu treten, um eine Antwort auf Fragen oder Krankheitsursachen zu erhalten. Die Xhosa-Namen für Silene undulata sind: ubulawu, obumhlope, unozitholana, iinkomo yentaba und undlela ziimhlophe.